# Imre Erdődy
Imre Erdődy (ur. 26 marca 1889 w Budapeszcie, zm. 11 stycznia 1973 tamże) – węgierski gimnastyk, medalista olimpijski.
Uczestniczył w rywalizacji na V Letnich Igrzyskach olimpijskich rozgrywanych w Sztokholmie w 1912 roku. Wystartował tam w jednej konkurencji gimnastycznej. W wieloboju drużynowym w systemie standardowym, z wynikiem 45,45 punktu, zajął z drużyną drugie miejsce, przegrywając jedynie z drużyną włoską.
Szesnaście lat później wystartował na IX Letnich Igrzyskach Olimpijskich rozgrywanych w Amsterdamie w 1928 roku. Wziął udział w rywalizacji w czterech konkurencjach gimnastycznych. W wieloboju indywidualnym był jednym z trzech zawodników, którzy nie ukończyli rywalizacji. W wieloboju drużynowym zajął razem z drużyną dziesiąte miejsce z wynikiem 1344,750 punktu. W ćwiczeniach na kółkach i ćwiczeniach na koniu z łękami był jedynym zawodnikiem, który nie ukończył rywalizacji.
Reprezentował barwy budapesztańskiego klubu BBTE.
Zginął w wypadku samochodowym.